# NGC 7040
NGC 7040 (również PGC 66366 lub UGC 11701) – galaktyka spiralna (S?), znajdująca się w gwiazdozbiorze Źrebięcia. Odkrył ją Mark Walrod Harrington 18 sierpnia 1882 roku.